# Massari (chanteur)
Pour les articles homonymes, voir Massari.
Sari Abboud (en arabe : ساري عبّود), né au Liban dans la région de Beyrouth, est un chanteur (auteur-compositeur-interprète) de R&B, pop et hip-hop mieux connu sous son nom de scène Massari.

## Carrière
Sari Abboub a émigré à Neon World à l'âge de 10 ans. À 13 ans, il part à Ottawa avec ses jeunes frères Sami, Elie et Samer. Il crée en 2002, sa première chanson Gucci Yo EL Baba qui a été diffusée sur la radio locale Hot 89.9 d'Ottawa.
Quatre ans plus tard, il sort son album Massari. Son premier album a eu quatre singles, recevant une certification d'or au Canada. Il se fait ensuite connaître en Europe, en Asie, au Moyen-Orient et dans son pays d'origine, le Liban.
Le deuxième album de Massari intitulé Forever Massari a été annoncé pour le quatrième trimestre 2008, mais a été annulé. Deux singles ont été diffusés de l'album, Say You Love Me et In Love Again et ont été présentés la première fois le 28 avril 2008 sur son site MySpace. Say You Love Me a été un succès sur des stations de radio dans le monde entier, et le 16 mai, il a été interprété pour la première fois au Liban dans l'émission Star Academy. C'est finalement en novembre 2009 que cet album voit le jour.
En 2011, il sera de retour avec un nouvel album au titre encore inconnu, dont le premier single My Love Is In Your Hands a été révélé en exclusivité le 31 décembre 2010 sur son compte Facebook. La musique semble avoir été enregistrée en arabe et en anglais.
Massari est en train de travailler sur album qui sera intitulé The Phoenix[Quand ?].
Le 30 mai 2011 est dévoilé le single Dancing For Your Life, premier extrait de son troisième album.

## Labels de Massari
Massari a eu un contrat avec le label indépendant, CP Music Group, avec lequel il a signé et sorti son premier album éponyme Massari en 2006. Le contrat a duré jusqu'en 2007.
Le 14 novembre 2007, Massari et le label CP Music Group sont parvenus à un accord mutuel pour dissoudre le contrat à cause de conflits contractuels et financiers Il a depuis signé un contrat avec Universal Records (Canada) et sorti en novembre 2009 un album intitulé Forever Massari. Les singles avec clips issus de cet album seront Bad Girl et Body Body, dont il révèlera aussi des remix des DJ Cure & Cause. Il dévoilera aussi le remix de la chanson Under The Radar (par Cure & Cause également) troisième single sans clip.

## Collaborations
Massari a collaboré avec un certain nombre d'artistes. Smile For Me a été interprété avec l’artiste de rap Loon.
Le single Rush The Floor a été interprété avec un autre artiste du Capital Prophets et son ami d'enfance, le rappeur canadien-palestnien Belly.
Vico, un ancien artiste de Capital Prophets (CP) Records Inc., a collaboré avec Massari dans Follow My Lead du premier album Massari.
En 2018, Massari sort un duo avec Mohammed Assaf, Roll With It.

## Discographie

### Albums
| Année | Information                                                                                                | Canada |
| ----- | --- | ------ |
| 2006  | Massari (en) - Premier album studio - Sorti : 9 janvier 2006 - Label : CP Records - Format : CD            | 29     |
| 2009  | Forever Massari (en) - Deuxième album studio - Sorti : 2009 - Label : Universal Music Canada - Format : CD |        |
| 2018  | Tune In - Troisième album studio - Sorti : 2018 - Label : CP Records - Format : CD                         |        |

Massari est son premier album studio éponyme sorti le 9 janvier 2006 au Canada sous Capital Prophets (CP) Records Inc.. L'album est coécrit et coproduit par le rappeur Belly et Massari lui-même, et est enregistré entre 2005 et 2006. L'album comporte les succès suivants : Smile for Me (featuring Loon), Be easy (en), Real Love, et Rush The Floor (featuring Belly).
| #  | Titre                        |
| -- | ---------------------------- |
| 01 | Intro                        |
| 02 | Be easy (en)                 |
| 03 | Find a Partner               |
| 04 | Smile for me (feat. Loon)    |
| 05 | When i saw you               |
| 06 | Real love                    |
| 07 | Rush the floor (feat. Belly) |
| 08 | Gone away                    |
| 09 | Who knows                    |
| 10 | Don't let go (feat. Belly)   |
| 11 | Show me                      |
| 12 | Follow my lead (feat. Vico)  |
| 13 | Inta hayati                  |
| 14 | What kinda girl ?            |

En 2009, c'est l'album Forever Massari, son deuxième, qui prend la relève. Malgré un succès mitigé, il sort deux singles, Bad Girl et Body Body. L'album est beaucoup plus axé R'n'B et Pop que le premier avec toujours des sons orientales.
| #  | Titre                          |
| -- | ------------------------------ |
| 01 | Body body (en)                 |
| 02 | Love triangle                  |
| 03 | Moving target                  |
| 04 | Eyes like diamonds             |
| 05 | Under the radar                |
| 06 | Forever came to soon           |
| 07 | Bottle it up                   |
| 08 | Something stopping me          |
| 09 | Cookie jar                     |
| 10 | Girls around the world         |
| 11 | Push it on me                  |
| 12 | Breathe                        |
| 13 | Bad girl (en)                  |
| 14 | Heart & soul (Rohe bein eidek) |
| 15 | Milan                          |

### EPs
- 2015: Hero

### Singles
| Année | Single                                             | Canadian Hot 100 Position | Album           |
| ----- | -------------------------------------------------- | ------------------------- | --------------- |
| 2005  | Smile for me (feat. Loon)                          | 18                        | Massari         |
| 2005  | Be easy (en)                                       | 4                         | Massari         |
| 2006  | Real love                                          | 9                         | Massari         |
| 2006  | Rush the floor (feat. Belly)                       | —                         | Massari         |
| 2008  | Say you love me                                    | —                         |                 |
| 2008  | In love again (en)                                 | —                         |                 |
| 2009  | Bad girl                                           | 77                        | Forever Massari |
| 2009  | Body body                                          | 81                        | Forever Massari |
| 2009  | Till i found you                                   | —                         |                 |
| 2010  | Steal the night away                               | —                         |                 |
| 2010  | Let me know                                        | —                         |                 |
| 2010  | Push your body                                     | —                         |                 |
| 2011  | Dancing for your life                              | —                         |                 |
| 2011  | Latin moon (feat Mia Martina)                      | —                         |                 |
| 2011  | Live it up                                         | —                         |                 |
| 2011  | That kinda love (feat Sol City)                    | —                         |                 |
| 2011  | Can't let you go                                   | —                         |                 |
| 2012  | Full circle (feat Belly)                           | —                         |                 |
| 2012  | Brand new day                                      | 41                        |                 |
| 2013  | Shisha (feat French Montana)                       | 44                        |                 |
| 2014  | What about the love (feat Mia Martina)             | —                         |                 |
| 2017  | So long                                            | —                         |                 |
| 2018  | Roll with it (feat. Mohammed Assaf)                | —                         |                 |
| 2018  | Why ? (avec Shaggy)                                | —                         |                 |
| 2018  | Tune in (feat. Afrojack et Beenie Man)             | —                         |                 |
| 2018  | Ya nour el ein (feat. Maya Diab et French Montana) | —                         |                 |
| 2020  | I see the dream (Badna salam) (feat. Ali Gatie)    | —                         |                 |
| 2021  | Be mine                                            | —                         |                 |

### DVD
- 2006: Massari : Road to Success